# Panchayatana

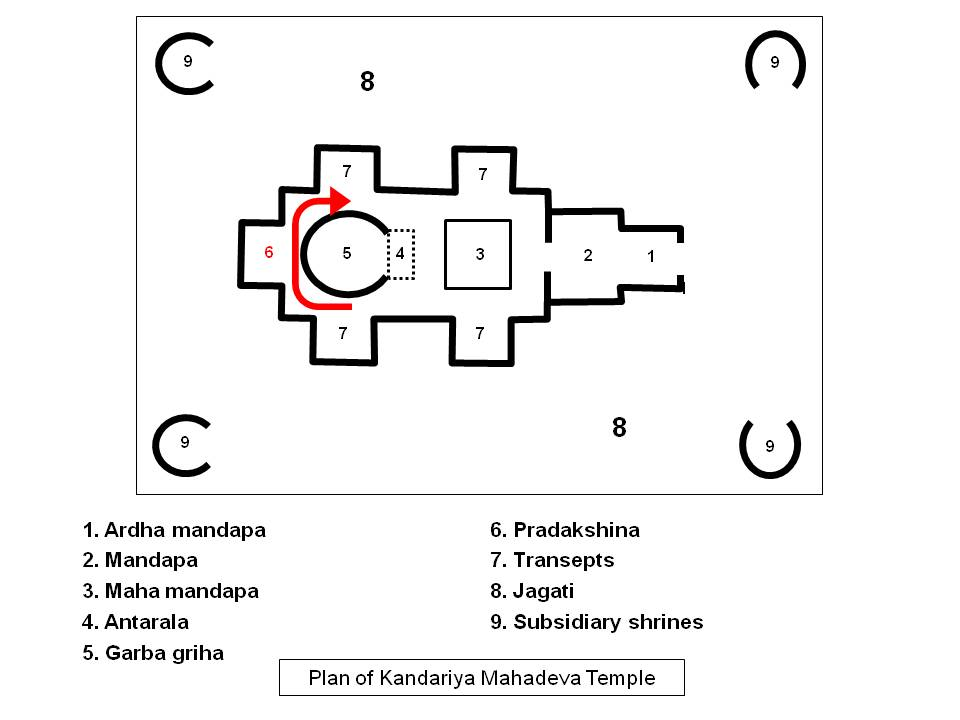
Un exemple avec le plan du temple de Kandariya Mahadeva à Khajuraho avec les sanctuaires secondaires en 9.

Un temple hindouiste est dit Panchayatana (IAST pañcāyatana) quand il comporte quatre sanctuaires secondaires autour du sanctuaire principal. Le nom vient du sanskrit pañca (=cinq) et āyatana (=demeure, sanctuaire).
Les temples hindouistes étant généralement bâtis sur un axe ouest-est, les quatre temples secondaires se trouvent sur les points cardinaux secondaires : nord-est, sud-est, sud-ouest, nord-ouest.

## Exemples de temples Panchayatana
- Temple de Kandariya Mahadeva à Khajuraho
- Temple de Brahmeshvara (en) à Bhubaneswar
- Temple de Lakshmana à Khajuraho
- Temple de Lingaraja à Bhubaneswar
- Temple d'Arasavalli à Bhubaneswar. Temple principal dédié à Aditya. Temples secondaires à Ganesh, Shiva, Parvati et Vishnu [3].
- Temple Dashavatara à Deogarh. Ce serait le plus ancien temple panchayatana de l'Inde.
- Temple de Nabaratna à Pantchupi
- Temple de Shiva Panchayatana à Tumbadi. Temples secondaires dédiés à Lakshmi Narasimha, Vinaya, Parvati et Surya.
- Temple de Gondeshvara à Sinnar, Maharashtra [4]